# Pietro Paleocapa
Pietro Paleòcapa (Nese, 11 novembre 1788 – Torino, 13 febbraio 1869) è stato uno scienziato, politico e ingegnere italiano.

## Biografia

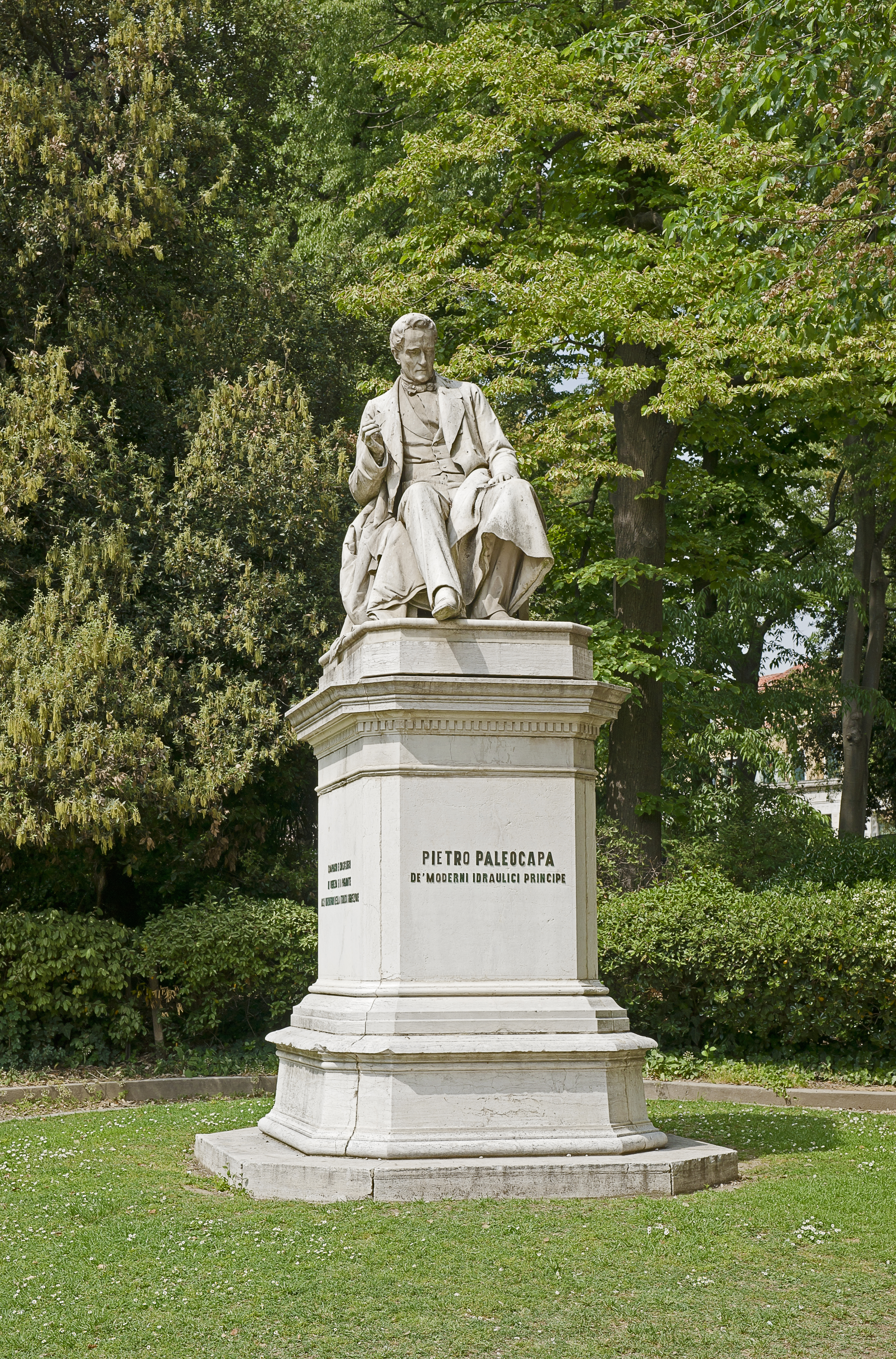
Statua di Pietro Paleocapa, Venezia

Nacque nel bergamasco da una famiglia di antiche origini greche che si era trasferita nei domini della Repubblica di Venezia dopo la conquista ottomana di Creta (Candia) nel XVII secolo.
Dopo gli studi in legge e matematica a Padova, proseguì la sua formazione all'Accademia Militare di Modena, ottenendo il grado di tenente nel Genio.
Prestò servizio per due anni nelle milizie napoleoniche e nel 1817 entrò nel "Corpo degli Ingegneri di Acque e Strade" di Venezia, occupandosi in particolare di idraulica; studiò progetti nei settori delle ferrovie, dei trafori e dei canali navigabili, contribuendo significativamente alla costruzione di molte infrastrutture essenziali, tra cui la fortezza di Osoppo in Friuli. Nel 1813 partecipò alla campagna di Germania e, dopo la battaglia di Yütterbok, venne fatto prigioniero. Riuscito a fuggire, rientrò in Italia. Con la fine dell'avventura napoleonica, nel 1814 si ritirò a vita privata per due anni.
Nel 1817 entrò nel Corpo del Genio Civile e nel 1821 venne trasferito a Milano. Nel 1825 venne chiamato a Vienna, dove ricevette l'incarico di progettare e dirigere un censimento generale. Stanco per le lentezze con cui procedevano i lavori, nel 1829 chiese di essere trasferito a Venezia.
Nel 1840 divenne direttore generale delle Pubbliche Costruzioni a Venezia, promuovendo la regolamentazione del Brenta, del Bacchiglione, dell'Adige, di diverse zone paludose nei pressi di Verona e occupandosi della costruzione di una diga nel porto di Malamocco. Trattò anche il Tartaro e il Canal Bianco.
Grazie alle sue capacità, percorse tutti i gradi della carriera presso la Direzione generale delle pubbliche costruzioni di Venezia e gli vennero affidati incarichi anche all'estero, tra cui una consulenza per la regolazione del Danubio ungherese e sulla regolazione del Tibisco e relative paludi in Romania.
Patriota convinto e liberale moderato, partecipò al governo provvisorio veneziano del 1848 e, dopo la missione presso Carlo Alberto di Savoia, fu fautore dell'annessione di Venezia al Piemonte. Vanificata l'annessione con l'armistizio Salasco, decise di rimanere in Piemonte. 
Diventò così deputato al Parlamento subalpino e ministro dei Lavori Pubblici nel governo sabaudo di Gabrio Casati (Governo Casati). Nel 1849 fu nominato nuovamente ministro nel governo d'Azeglio e, quasi senza soluzione, fino al 1855 in quello Cavour, che amava definire Paleocapa un uomo "ricco di accortezza e malizia ellenica".
Divenuto cieco, fu costretto dalla malattia a lasciare l'incarico ai Lavori Pubblici, restando dal 1857 al 1859 ministro senza portafoglio.
A Torino promosse lo sviluppo ferroviario, con l'obiettivo di collegare i mercati sabaudi oltre l'arco alpino e condusse a compimento la progettazione del traforo ferroviario del Frejus.

Infine, dal 1855 in poi, collaborò - avendo un ruolo fondamentale - alla progettazione del canale di Suez insieme a Luigi Negrelli.

## Onorificenze

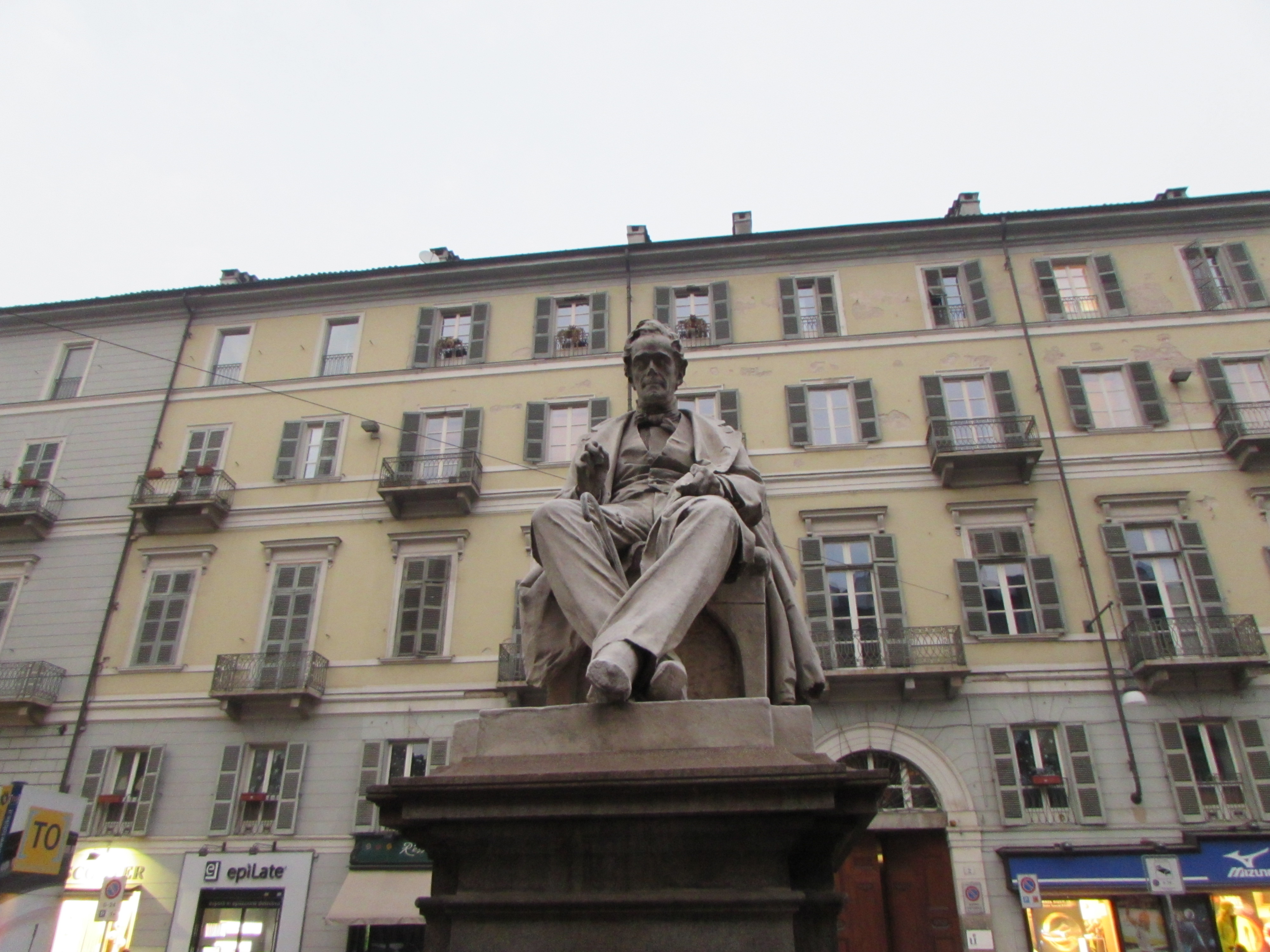
Monumento a Paleocapa a Torino

## Alla memoria
Numerose sono le strade a lui intitolate: in centro a Milano, a Bergamo, a Savona (una delle due principali vie cittadine), a Torino (una piazza in pieno centro), a Genova (nel quartiere di Oregina), a Padova, a La Spezia (una strada che porta alla stazione ferroviaria) ed una a Nese, suo luogo di origine.

Vi sono anche edifici scolastici che portano il suo nome: un I.T.I.S. a Bergamo e un liceo scientifico nella città di Rovigo.

### Il monumento di Torino
Il monumento nell'omonima piazza reca le seguenti iscrizioni
A PIETRO PALEOCAPA

ingegnere illustre

statista insigne

gli italiani di ogni provincia
Cooperò

coll'autorità della sua dottrina 

alle due maggiori imprese

che l'industria scientifica

abbia compiuto in questo secolo

il taglio dell'istmo

il traforo delle alpi

Fu ministro dei lavori pubblici

del regno subalpino

promosse

## Opere

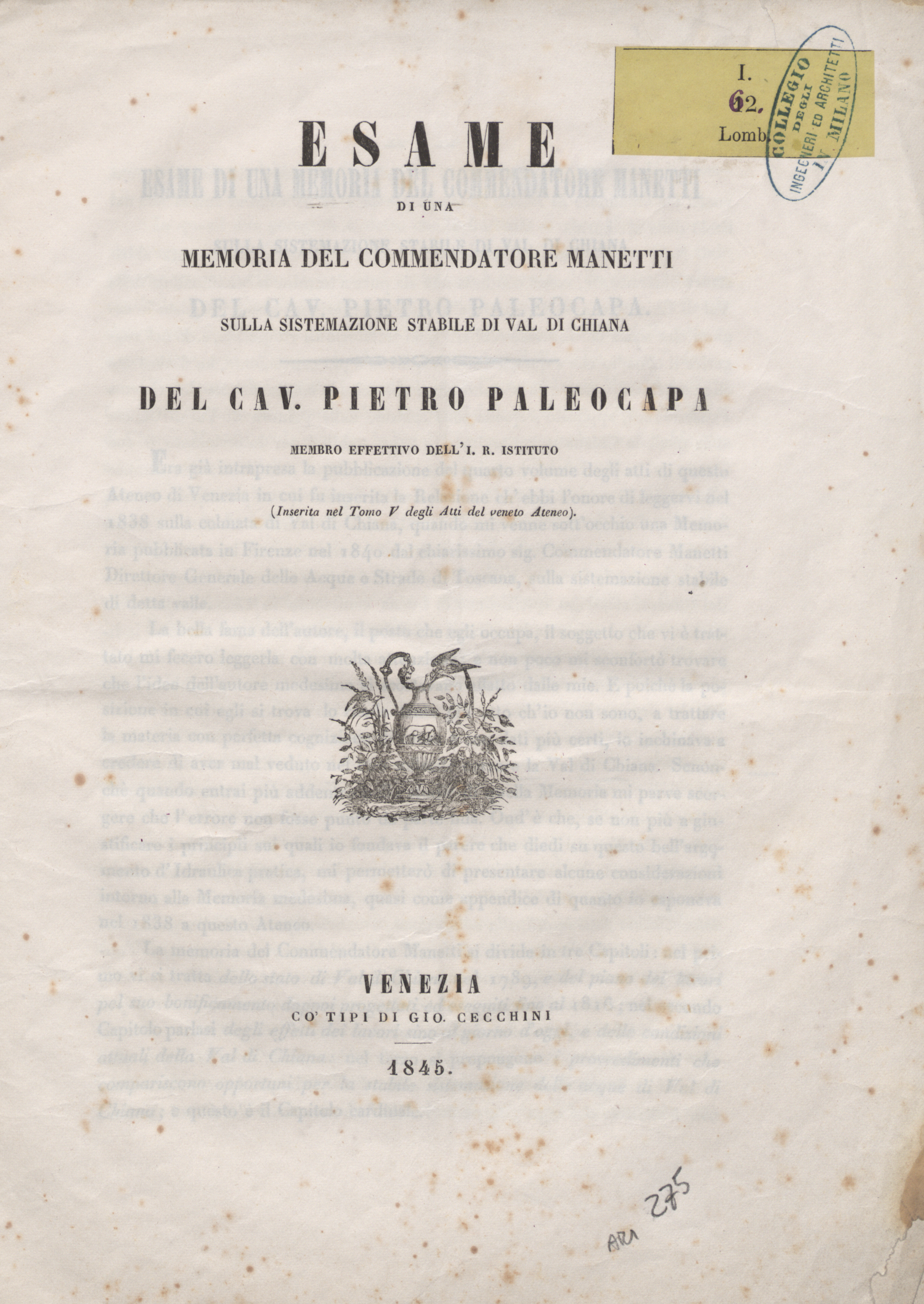
Pietro Paleocapa, Esame di una memoria del commendatore Manetti (1845)

- Esame di una memoria del commendatore Manetti sulla sistemazione stabile di Val di Chiana, Venezia, Giovanni Cecchini, 1845.
- Parere sulla regolazione del Tibisco, Pest, Trattner-Karolyi, 1847.
- Su la condizione idrografica della maremma veneta e le bonificazioni di cui è suscettibile, Venezia, Giovanni Cecchini, 1848.
- Esame delle opinioni di lord Palmerston e dell'ingegnere Stephenson sul bosforo di Suez, enunciate nella Camera dei comuni d'Inghilterra, Torino, UTET, 1857.
- Memorie d'idraulica pratica, Venezia, Giuseppe Antonelli, 1859.
- Sulla ferrovia attraverso le Alpi elvetiche e sul tracciato migliore delle linee subalpine per congiungere la rete svizzera colla italiana, Torino, Favale, 1863.
- Dello stato antico delle vicende e della condizione attuale degli estuari veneti, Venezia, Antonelli, 1867.
- Parere del commendatore Pietro Paleocapa senatore del regno sulla bonificazione dei due consorzi padovani Gorzon medio e Gorzon inferiore ed altri atti relativi delle presidenze consorziali, Rovigo, A. Minelli, 1868.
- Sul Portosàido, Roma, Tipografia delle Belle Arti, 1868.

Pubblicazioni postume
- Carteggi di Pietro Paleocapa del 1848-49, a cura di P. Sambin, Venezia, 1952.
- Memoria Idraulica sulla regolamentazione dei fiumi Brenta e Bacchiglione, a cura di Pietro Casetta, Roma, Istituto Poligrafico e Zecca dello Stato, 2002.